# 合一亭

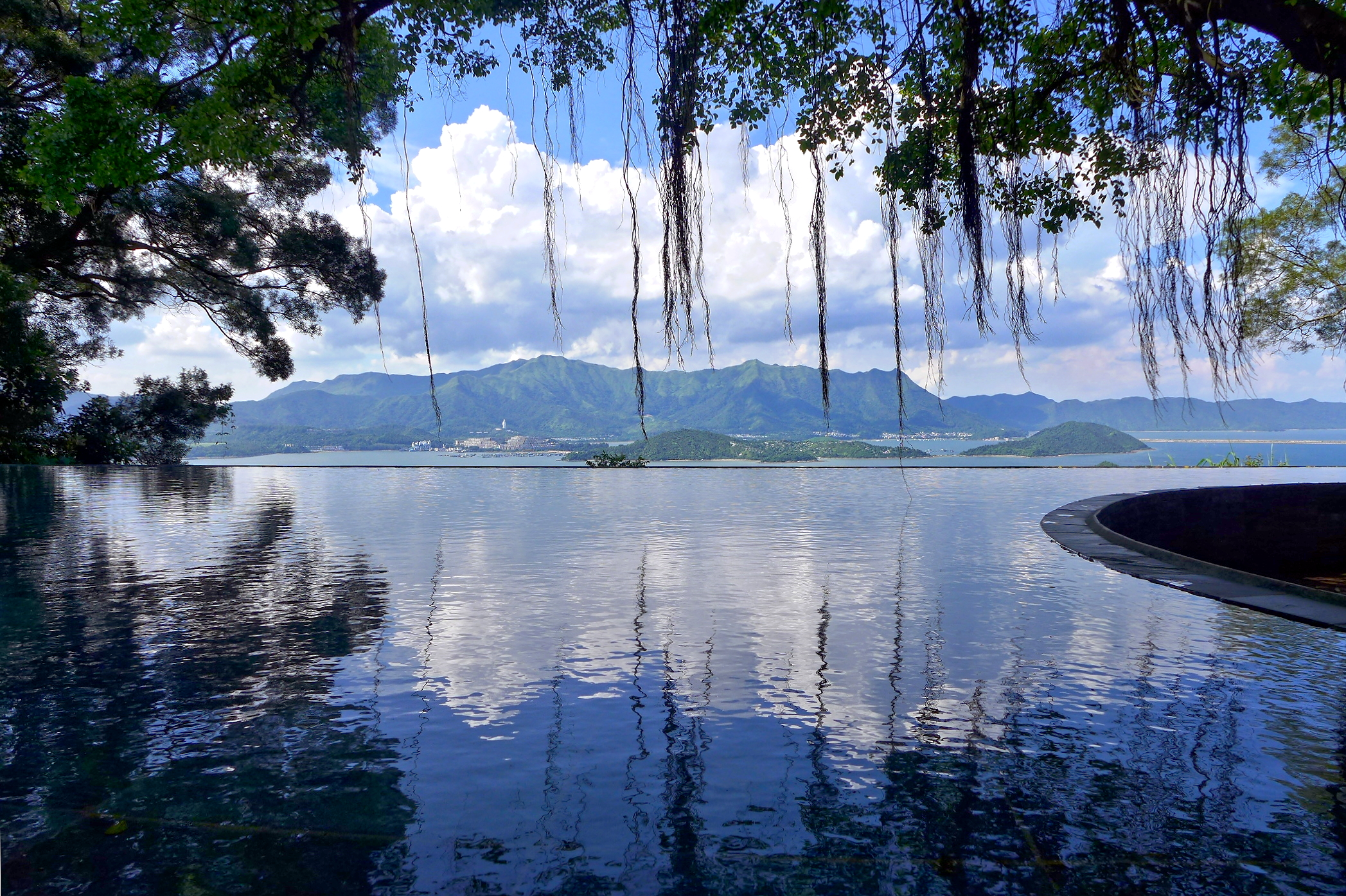
亭前水池景色

22°25′17″N 114°12′36″E / 22.421421°N 114.209954°E
合一亭 （英語：Pavilion of Harmony）位於香港中文大學新亞書院學生宿舍學思樓與知行樓之間，前臨吐露港，遙對八仙嶺及深圳東部港區山脊線，晴朗時可遠眺深圳市福田區至華強北一帶摩天大樓（如平安金融中心、賽格廣場、漢國城市中心及深業上城）及深圳大鵬半島海岸線（梧桐山、秤頭角天然氣接收站、排牙峰及最高峰七娘山均可望見）。其興建為紀念新亞書院創辦人錢穆先生及其所著的〈天人合一論〉。中文大學前任校長金耀基教授譽之為「香港第二景」。

## 歷史
合一亭於2003年12月建成，由伍宗琳女士捐贈，建築師陳惠基教授設計。

## 設計
亭（有人認為不像一個亭，而是與巴士站模樣相若）由兩長排的玻璃組成，一排臨空，一排壁立，幾面透風，頂部透明。其旁植有竹樹，亭下設有石凳，可眺望吐露港，亭前設有水池，呈新月型，水深極淺，池中有一棵大樹，人坐其中，仿似與大自然渾成一體。池水與吐露港山水景色幾乎細成一線，營造水天一色的效果，發揚天人合一的意念，同時可反射景物和人像。其美景吸引不少遊人到訪，甚至有準新人在此拍攝婚紗照。第一屆「全港大專學生攝影比賽」的季軍作品便在此取景。
而亭外牆所刻錢穆先生的〈天人合一論〉及「天人合一」印章，分別是前藝術系教授李潤桓教授的墨寶和藝術系唐錦騰教授的作品。